# ريكاردو كامبيلو
ريكاردو كامبيلو هو ركوب الأمواج ‏ برازيلي، ولد في 16 يوليو 1985 في ريو دي جانيرو في البرازيل.